# Božićna objava
Objava Rođenja Hristovog, Božićna objava ili Božićna proklamacija (lat. De Nativitatis Domini Nostri Iesu Christi Proclamatione) je napev koji se peva pred Ponoćnu misu o Božiću u rimskom obredu Katoličke crkve. Tekst Objave daje dan Hristovog rođenja u odnosu na istorijske i religijske događaje, kao i kalendare u upotrebi tokom istorijata hrišćanske crkve.

## Istorijat
Objava vodi poreklo iz Rimskog Martirologijuma, obredne knjige koja sadrži spisak i opis svih mučnika, blaženika i svetaca. Tradicionalno se čitala tokom Prvog časa ordinarijuma i smeštala je rođenje Hrista „u kontekst istorije Spasenja”. Reformama Drugog vatikanskog Sabora je Časoslov izmenjen i Objava je izašla iz upotrebe, ali ju je u upotrebu vratio sveti papa Jovan Pavle II 1980. godine. Od onda se njena upotreba sve više širi u parohijama Katoličke crkve.
Na misi Pavla VI (Redovni oblik mise) se čita pred početak Božićne ponoćne službe.

## Tekst objave
Najpre se u Objavi navodi datum, koji je u prevodima najčešće dat prema savremenom gregorijanskom kalendaru kao 25. decembar. U latinskom tekstu se datum navodi prema rimskom računanju, kada su se dani označavali u odnosu na kalende (prvi dan u mesecu), none (šesti - u martu, maju, julu i oktobru - ili četvrti - u ostalim mesecima - dan nakon kalende) i ide (osmi dan nakon none). 25. decembar je tako osmi dan pre januarske kalende. Takođe, navodi se i koji je aktuelni 25. decembar dan od poslednjeg novog meseca (u 2021. godini, novi mesec pada 4. decembra, tako da je 25. decembar 21. dan novog meseca).
Potom se godina Hristovog rođenja stavlja u kontekst biblijskih događaja - Postanka sveta, Potopa, događaja vezanih za proroke Avrama, Mojsija i Danijela i kralja Davida. U srednjovekovnom tekstu su ovi događaji računati od pretpostavljenje godine postanka sveta 5199. pre rođenja Hrista. Savremeni tekst je te događaje uopštio pošto je Katolička crkva prihvatila naučni pogled na starost svemira.
Nakon toga, rođenje Hrista se daje i prema grčkom i rimskom kalendaru (olimpijade, odnosno godine od nastanka Rima), kao i u odnosu na vlast rimskog cara Oktavijana Avgusta.
Potom sledi teološki opis praznika Hristovog rođenja i Objava se zaključuje nazivom praznika.
| Latinski tekst | Prevod |
| -------------- | --- |
|                | Dvadeset i peti dan meseca decembra (Osmi dan pre januarske kalende, [N]-og dana od novog meseca). |
|                | Pošto nebrojena doba prođoše od postanka sveta, kada u početku stvori Bog nebo i zemlju i čoveka načini po liku svome; |
|                | pošto mnogo vekova prođe od kad, posle potopa, Svevišnji u oblake dugu postavi, na znak zaveta i mira; |
|                | pošto od iseljenja Avrama, praoca našeg u veri, iz Ura haldejskog dvadeset i jedan vek prođe; |
|                | pošto od izlaska naroda Izraela iz Egipta pod Mojsijem trinaest vekova prođe; |
|                | pošto od pomazanja Davida za kralja oko hiljadu godina prođe; |
|                | šezdeset i pete sedmice Danijelovog proročanstva; |
|                | Olimpijade stotinu devedeset i četvrte; |
|                | od postanka Rima sedam stotina pedeset i druge godine; |
|                | u godini vlasti cara Oktavijana Avgusta četrdeset i drugoj, |
|                | kad sav svet u miru beše, Isus Hrist, večni Bog i večnoga Oca Sin, želeći da sav svet svojim najmilostivijim dolaskom posveti, po Duhu Svetome zače, i kada devet meseci od začeća prođe, u Vitlejemu judejskom rodi se od Marije Device i posta čovek: |
|                | Rođenje Gospoda našega Isusa Hrista po telu. |

## Spoljašnje veze
- Paralelni prikaz različitih prevoda na engleski jezik pristupljeno 29. juna 2016.
- Božićna objava u Vatikanu 24. decembra 2014.